# Транснеравенство
Транснеравенство, также известное как перестановочное неравенство или неравенство об одномонотонных последовательностях, утверждает, что скалярное произведение двух наборов чисел является максимально возможным, если наборы одномонотонны (то есть оба одновременно неубывающие или одновременно невозрастающие), и минимально возможным, если наборы противоположной монотонности (то есть один неубывающий, а другой невозрастающий).
Другими словами, если {\displaystyle x_{1}\leqslant x_{2}\leqslant \dots \leqslant x_{n}} и {\displaystyle y_{1}\leqslant y_{2}\leqslant \dots \leqslant y_{n}}, то для произвольной перестановки {\displaystyle \sigma } чисел {\displaystyle \{1,2,\dots ,n\}} выполняется неравенство:
{\displaystyle x_{1}y_{n}+x_{2}y_{n-1}+\cdots +x_{n}y_{1}\leqslant x_{1}y_{\sigma (1)}+x_{2}y_{\sigma (2)}+\cdots +x_{n}y_{\sigma (n)}\leqslant x_{1}y_{1}+x_{2}y_{2}+\cdots +x_{n}y_{n}}
В частности, если {\displaystyle y_{i}=x_{i}}, то {\displaystyle x_{1}x_{\sigma (1)}+\dots +x_{n}x_{\sigma (n)}\leq {x_{1}}^{2}+\dots {x_{n}}^{2}} независимо от упорядочивания {\displaystyle x_{1},\dots ,x_{n}}.
Следствием перестановочного неравенства является неравенство Чебышёва для сумм.

## Доказательство
Обозначим {\displaystyle V(\sigma )=\sum \limits _{i=1}^{n}{x_{i}y_{\sigma (i)}}}. Для доказательства удобно несколько переформулировать утверждение:
{\displaystyle \arg \max \limits _{\sigma \in S_{n}}{V(\sigma )}=\sigma _{0}}
Здесь {\displaystyle S_{n}} — множество всех возможных перестановок, а {\displaystyle \sigma _{0}:\ x\mapsto x} — тождественная перестановка. 
Основная идея доказательства состоит в том, что если {\displaystyle \sigma (i)>\sigma (j)} для некоторых {\displaystyle i<j}, то, поменяв местами значения {\displaystyle \sigma (i)} и {\displaystyle \sigma (j)}, мы не уменьшим значение суммы {\displaystyle V(\sigma )}. 
{\displaystyle \sigma ':x\mapsto \left\{{\begin{matrix}\sigma (j),&x=i,\\\sigma (i),&x=j,\\\sigma (x),&x\not \in \{{i,j}\}.\end{matrix}}\right.}
По определению,
{\displaystyle V(\sigma ')=V(\sigma )-x_{i}y_{\sigma (i)}-x_{j}y_{\sigma (j)}+x_{i}y_{\sigma (j)}+x_{j}y_{\sigma (i)}=V(\sigma )+(x_{j}-x_{i})(y_{\sigma (i)}-y_{\sigma (j)})}
Согласно выбору {\displaystyle i,j} и предположению об упорядоченности {\displaystyle x,y}, справедливо неравенство {\displaystyle (x_{j}-x_{i})(y_{\sigma (i)}-y_{\sigma (j)})\geq 0}, так что {\displaystyle V(\sigma ')\geq V(\sigma )}.
Следовательно, мы можем уменьшать число инверсий, не уменьшая значения {\displaystyle V(\sigma )} (например, исправляя инверсии в порядке сортировки пузырьком). В итоге такой процесс приведёт к превращению {\displaystyle \sigma } в {\displaystyle \sigma _{0}}, так что {\displaystyle V(\sigma )\leq V(\sigma _{0})}.

## Обобщения

### Для нескольких перестановок
Пусть даны {\displaystyle s} упорядоченных последовательностей {\displaystyle x_{1}^{(i)}\leq x_{2}^{(i)}\leq \dots \leq x_{n}^{(i)},\ i=1,\dots ,s}. Обозначим {\displaystyle V(\sigma _{1},\dots ,\sigma _{s})=x_{\sigma _{1}(1)}^{(1)}x_{\sigma _{2}(1)}^{(2)}\dots x_{\sigma _{s}(1)}^{(s)}+\dots +x_{\sigma _{1}(n)}^{(1)}x_{\sigma _{2}(n)}^{(2)}\dots x_{\sigma _{s}(n)}^{(s)}}. Тождественную перестановку по-прежнему будет обозначать как {\displaystyle \sigma _{0}}.
Тогда {\displaystyle V(\sigma _{1},\dots ,\sigma _{s})\leq V(\sigma _{0},\dots ,\sigma _{0})} для любого набора {\displaystyle (\sigma _{1},\dots ,\sigma _{s})}.
Доказывается аналогично обычному перестановочному неравенству (частному случаю этого при {\displaystyle s=2}).
Не ограничивая общности, будем предполагать, что {\displaystyle \sigma _{1}=\sigma _{0}}, поскольку иначе можно просто умножить все перестановки на {\displaystyle \sigma _{1}^{-1}}, не изменив значение суммы.
Если хотя бы одна из перестановок {\displaystyle \sigma _{1},\dots ,\sigma _{s}} отлична от {\displaystyle \sigma _{0}}, то для неё (обозначим её {\displaystyle \sigma _{k}}) существуют {\displaystyle i<j} такие, что {\displaystyle \sigma _{k}(i)>\sigma _{k}(j)}.
Тогда, если во всех перестановках {\displaystyle \sigma } из набора {\displaystyle (\sigma _{1},\dots ,\sigma _{s})}, для которых \sigma (i) > \sigma (j), поменять местами значения {\displaystyle \sigma (i)} и {\displaystyle \sigma (j)}, то значение {\displaystyle V} не уменьшиться, а общее количество инверрсий среди {\displaystyle (\sigma _{1},\dots ,\sigma _{s})} станет меньше.
Производя такие действия нужное (конечное) количество раз, придём к набору {\displaystyle (\sigma _{0},\dots ,\sigma _{0})}, не уменьшив значение {\displaystyle V}.

### Для выпуклых функций
Идея доказательства через пошаговое исправление инверсий применима для более широкого класса случаев, чем просто для скалярного произведения.
Пусть {\displaystyle f} — выпуклая функция, {\displaystyle x} и {\displaystyle y} упорядочены по неубыванию. Тогда
{\displaystyle f(x_{1}+y_{\sigma (1)})+\dots +f(x_{n}+y_{\sigma (n)})\leq f(x_{1}+y_{1})+\dots f(x_{n}+y_{n})}
По определению выпуклой функции, если {\displaystyle x_{1}<x_{2},\ c>0}, то {\displaystyle f(x_{1}+c)-f(x_{1})\leq f(x_{2}+c)-f(x_{2})}, то есть {\displaystyle f(x_{1}+c)+f(x_{2})\leq f(x_{1})+f(x_{2}+c)}. Подствляя {\displaystyle c=c_{2}-c_{1}} и прибавляя к обоим {\displaystyle x_{1},x_{2}} величину {\displaystyle c_{1}}, получаем {\displaystyle f(x_{1}+c_{2})+f(x_{2}+c_{1})\leq f(x_{1}+c_{1})+f(x_{2}+c_{2})}. Иными словами, чем больше аргумент, тем больше изгиб функции вверх, и тем более ценнее для максимизации суммы прибавлять большее значение именно туда.
Как и в доказательстве обычного перестановочного неравенства, выберем {\displaystyle i<j} такие, что {\displaystyle \sigma (i)>\sigma (j)}.
Тогда, как описано выше, {\displaystyle f(x_{i}+y_{\sigma (i)})+f(x_{j}+y_{\sigma (j)})\leq f(x_{i}+y_{\sigma (j)})+f(x_{j}+y_{\sigma (i)})}. Это позволяет провести индукцию, аналогичную обычному случаю.
Умножая все значения {\displaystyle f} на {\displaystyle -1}, можно вывести аналогичное неравенство, но со знаком в другую сторону, для вогнутых функций.

#### Следствия
- при {\displaystyle f(x)=e^{x}} (выпуклая функция): обычное перестановочное неравенство для наборов {\displaystyle e^{x_{1}},\dots ,e^{x_{n}}} и {\displaystyle e^{y_{1}},\dots ,e^{y_{n}}}

- при {\displaystyle f(x)=x^{2}} (выпуклая функция): {\displaystyle \sum \limits _{i}^{n}{(x_{i}^{2}+2x_{i}y_{\sigma (i)}+y_{\sigma (i)}^{2})}\leq \sum \limits _{i}^{n}{(x_{i}^{2}+2x_{i}y_{i}+y_{i}^{2})}}

После сокращения обеих частей на {\displaystyle \sum \limits _{i=1}^{n}{(x_{i}^{2}+y_{i}^{2})}}, опять получаем обычное перестановочное неравенство.
- при {\displaystyle f(x)=\log {x}} (вогнутая функция): {\displaystyle \sum \limits _{i=1}^{n}{\ln(x_{i}+y_{\sigma (i)})}\geq \sum \limits _{i=1}^{n}{\ln(x_{i}+y_{i})}}

После взятия экспоненты от обеих частей: {\displaystyle \prod _{i=1}^{n}{(x_{i}+y_{\sigma (i)})}\geq \prod _{i=1}^{n}{(x_{i}+y_{i})}};
- при {\displaystyle f(x)={\frac {1}{x}}} (вогнутая функция): {\displaystyle \sum \limits _{i=1}^{n}{\frac {1}{x_{i}+y_{\sigma (i)}}}\geq \sum \limits _{i=1}^{n}{\frac {1}{x_{i}+y_{i}}}}

### Неудачные попытки обобщения
В 1946 году была опубликована (Scripta Mathematica 1946, 12(2), 164—169) попытка следующего обобщения неравенства:
| Для {\displaystyle n\geq 3} и двух наборов вещественных чисел {\displaystyle x_{1}\leqslant \cdots \leqslant x_{n}} и {\displaystyle y_{1}\leqslant \cdots \leqslant y_{n}}, {\displaystyle x_{1}y_{\sigma (1)}+\cdots +x_{n}y_{\sigma (n)}\leqslant x_{1}y_{\pi (1)}+\cdots +x_{n}y_{\pi (n)}} если число инверсий в перестановке {\displaystyle \pi } меньше чем в перестановке {\displaystyle \sigma }. |

Однако впоследствии оказалось, что это обобщение верно только для {\displaystyle n=3}. Начиная с {\displaystyle n=4} для этого обобщения существуют контрпримеры, как например:
{\textstyle 0\cdot 0+1\cdot 1+2\cdot 10+3\cdot 2=27<31=0\cdot 2+1\cdot 1+2\cdot 0+3\cdot 10.}

## Следствия
Перестановочное неравенство интересно тем, что позволяет интуитивно объединить на общей основой внешне совершенно непохожие, применяемые в разных областях математики, числовые неравенства.
В этом разделе рассматриваются наборы чисел длины {\displaystyle n} и подразумевается, что обозначение {\displaystyle x_{i}} при {\displaystyle i>n} обозначает {\displaystyle x_{i-n}}, то есть зацикленность индексов.

### Неравенство Коши — Буняковского
Согласно перестановочному неравенству, для любого {\displaystyle k} выполняется {\displaystyle \sum \limits _{i=0}^{n-1}{a_{i}a_{i+k}}\leq \sum \limits _{i=0}^{n-1}{a_{i}^{2}}}.
Из этого выводится частный случай неравенства Коши-Буняковского:
{\displaystyle \left({\sum \limits _{i=0}^{n-1}{a_{i}}}\right)^{2}=\sum \limits _{i=0}^{n-1}\sum \limits _{j=0}^{n-1}{a_{i}a_{j}}=\sum \limits _{i=0}^{n-1}\sum \limits _{j=0}^{n-1}{a_{i}a_{i+j}}\leq \sum \limits _{j=0}^{n-1}{\sum \limits _{i=1}^{n}{a_{i}^{2}}}=n\sum \limits _{i=1}^{n}{a_{i}^{2}}}
Аналогично, разбивая сумму на {\displaystyle n^{k-1}} частей по всем возможным {\displaystyle (k-1)}-мерным сдвигам индексов и используя обобщение на несколько перестановок, выводится более общее неравенство для целых {\displaystyle k}:
{\displaystyle \left({\sum \limits _{i=0}^{n-1}{a_{i}}}\right)^{k}\leq n^{k-1}\sum \limits _{i=0}^{n-1}{a_{i}^{k}}}

#### Общее неравенство Коши-Буняковского
{\displaystyle 2(a_{1}b_{1}+\dots +a_{n}b_{n})=a_{1}b_{1}+\dots +a_{n}b_{n}+b_{1}a_{1}+\dots +b_{n}a_{n}\leq a_{1}^{2}+\dots +a_{n}^{2}+b_{1}^{2}+\dots +b_{n}^{2}}
Если нормировать значения {\displaystyle a_{i}} и {\displaystyle b_{i}} таким образом, чтобы выполнялось {\displaystyle a_{1}^{2}+\dots +a_{n}^{2}=b_{1}^{2}+\dots +b_{n}^{2}=1}, то как следствие получается неравенство Коши-Буняковского. Для этого достаточно разделить все {\displaystyle a_{i}} на {\displaystyle {\sqrt {a_{1}^{2}+\dots +a_{n}^{2}}}}, а все {\displaystyle b_{i}} на {\displaystyle {\sqrt {b_{1}^{2}+\dots +b_{n}^{2}}}}. Поскольку неравенство Коши-Буняковского допускает такие деления без изменения истинности, то это доказывает утверждение.

### Неравенства о средних

#### Квадратичное и арифметическое
Неравенство между средним квадратичным и средним арифметическим элементарно выводится из доказанного выше частного случая неравенства Коши-Буняковского.

#### Арифметическое и геометрическое
Неравенство между арифметическим и геометрическим средним гласит, что
{\displaystyle {\sqrt[{n}]{x_{1}\dots x_{n}}}\leq {\frac {x_{1}+\dots +x_{n}}{n}}}
Умножая обе части на {\displaystyle n} и рассматривая {\displaystyle n}-ые степени переменных, увидим, что это то же самое, что
{\displaystyle nx_{1}\dots x_{n}\leq x_{1}^{n}+\dots x_{n}^{n}}
{\displaystyle x_{1}x_{2}\dots x_{n-1}x_{n}+x_{2}x_{3}\dots x_{n}x_{1}+\dots +x_{n}x_{1}\dots x_{n-2}x_{n-1}\leq x_{1}^{n}+\dots x_{n}^{n}}
Последнее же неравенство легко получается из обобщения перестановочного неравенство на несколько перестановок при {\displaystyle \sigma _{k}(i)=i+(k-1)}

#### Геометрическое и гармоническое
Приведём неравенство к тому же виду, что и предыдущее:
{\displaystyle {\sqrt[{n}]{x_{1}\dots x_{n}}}\geq {\frac {n}{{\frac {1}{x_{1}}}+\dots {\frac {1}{x_{n}}}}}}
{\displaystyle {\frac {1}{x_{1}}}+\dots {\frac {1}{x_{n}}}\geq {\frac {n}{\sqrt[{n}]{x_{1}\dots x_{n}}}}}
Рассматривая {\displaystyle n}-ые степени переменных, получаем
{\displaystyle n\left({\frac {1}{x_{1}}}\right)\dots \left({\frac {1}{x_{n}}}\right)\leq \left({\frac {1}{x_{1}}}\right)^{n}+\dots \left({\frac {1}{x_{n}}}\right)^{n}}
Последнее неравенство легко получить прямым применением перестановочного неравенства для нескольких перестановок.